# Moteur Série-S British Leyland
Le moteur Série-S est un moteur thermique automobile à combustion interne, fabriqué par British Leyland entre juillet 1984 et 1993. Il remplace à la fois le Série-E de chez British Motor Corporation mais également le British Leyland Série-R.

## Historique et conception
Ce moteur provient de la même lignée que la famille de la Série-E développée par British Motor Corporation et introduite dans l'Austin Maxi de 1969. Mais des modifications importantes, notamment le carter et la fixation de montage de la boîte de vitesses, afin d'installer cette dernière après le moteur et non avant. Le moteur Série-S a donc été tourné à 180 degrés par rapport au Série-E. La fixation de la boîte de vitesses a été repensée pour accueillir, soit une boîte de vitesses manuelle Volkswagen (pour les Maestro/Montego), soit la Honda PG-1 (pour la Rover 200 (XH / SD3)).
La Série-S a été produite dans une seule cylindrée de 1,6 litre (1 598 cm3) car les exigences de cylindrée plus petites et plus grandes pour les véhicules l'utilisant étaient déjà satisfaites grâce aux moteurs d'1,3 litre (BMC Série-A et Honda EV2) ainsi que le 2,0 litres (BL Série-O). L'arrivée de carburant s'effectuait au moyen d'un seul carburateur simple corps dans la plupart des applications et d'une injection électronique pour les modèles plus sportifs tels que la Rover 216 Vitesse qui produisaient une puissance de 103 ch.
British Leyland avait également développé le moteur de la Série-R pour le remplacement temporaire de la Série-E au lancement de la Maestro puisque la Série-S n'était pas encore prête pour la production. Par rapport à l'ancien moteur (la Série-E), le BL Série-R avait été tournée à 180 degrés afin d'installer la boîte de vitesses après le moteur et non avant, idem que la Série-S. Mais le collecteur d'admission placé sur le côté avant de la culasse s'est avéré fatal pour la fiabilité du moteur puisqu'il a ouvert la porte pour le givrage du carburateur. La Série-S a résolu ce problème car le collecteur d'admission était maintenant sur la face arrière du moteur. Une autre avancée importante par rapport à la Série-E et R a été l'adaptation d'un arbre à cames entraîné par une courroie crantée à la place du système de chaîne de distribution précédent.
La production du moteur de la Série-S a continué jusqu'à la fin de la production des Austin Maestro et Montego en 1993 ; les autres voitures qui ont été construites par Rover jusqu'en 1995 n'ont utilisé que le moteur diesel Rover MDi / Perkins Prima, qui était basé sur la Série-O.
Une version à 4 soupapes de la Série-S était en cours de développement aux côtés des moteurs des Série-K de 1 100 et 1 400 cm3. Cependant, le projet a été abandonné lorsqu'une refonte de la Série-K a permis d'étendre sa capacité à 1 600 et 1 800 cm3. Le moteur a reçu le nom de L16 mais ne doit pas être confondu avec les moteurs diesel de la Série-L ou le moteur Datsun/Nissan L16.
Contrainte
Comme la plupart des voitures Austin/Rover d'avant 1989, ce moteur ne peut pas fonctionner à l'essence sans plomb sans que la culasse ne soit convertie (réusinage de la culasse), ou sans l'utilisation d'additifs pour carburant. Les additifs pour carburant de remplacement du plomb testés et approuvés par la FBHVC (Federation of British Historic Vehicle Clubs) ne coûtent que quelques centimes par litre.

## Performances
Le carburateur de la version classique était un simple Venturi simple-corps avec un starter électronique automatique (85 et 86 ch), tandis que les versions sportives ont reçu une injection électronique (104 et 105 ch).
| Moteur     | Cylindrée         | Performance                   | Couple                 |
| ---------- | ----------------- | ----------------------------- | ---------------------- |
| BL Série-S | 1 598 cm3 (1,6 L) | 63 kW (85 ch) à 6 000 tr/min  | 138 N m à 3 500 tr/min |
| BL Série-S | 1 598 cm3 (1,6 L) | 63 kW (86 ch) à 5 600 tr/min  | 132 N m à 3 500 tr/min |
| BL Série-S | 1 598 cm3 (1,6 L) | 76 kW (104 ch) à 6 000 tr/min | 138 N m à 3 500 tr/min |
| BL Série-S | 1 598 cm3 (1,6 L) | 77 kW (105 ch) à 6 000 tr/min | 138 N m à 3 500 tr/min |

## Utilisation
| Austin Maestro 1.6. |  | Austin Montego 1.6. |  | Rover 216 (XH / SD3). |
| Austin Maestro 1.6. |  | Austin Montego 1.6. |  | Rover 216 (XH / SD3). |

Le moteur Série-S de British Leyland (BL) a été installé sur trois modèles et de nombreuses variantes entre 1984 et 1994 :
- l'Austin Maestro
  - Austin Maestro 1.6 (07/1984 - 1988) - carburateur simple-corps Venturi - boîte de vitesses manuelle 4 BL (86 ch).
  - Rover Maestro 1.6 (1988 - 1994) - carburateur simple-corps Venturi - boîte de vitesses manuelle 4 BL (86 ch).
  - MG Maestro 1600 (07/1984 - 10/1984) - injection électronique - boîte de vitesses manuelle 4 BL (105 ch).

- l'Austin Montego
  - Austin Montego 1.6 (07/1984 - 1988) - carburateur simple-corps Venturi - boîte de vitesses manuelle 4 BL (86 ch).
  - Rover Montego 1.6 (1988 - 09/1992) - carburateur simple-corps Venturi - boîte de vitesses manuelle 4 BL (86 ch).

- la Rover 200 (XH / SD3)
  - Rover 216 S ; 216 SE ; 216 SX (1985 - 1989) - carburateur simple-corps Venturi - boîte de vitesses manuelle 5 Honda (85 ch).
  - Rover 216 Vitesse ; 216 Vanden Plas EFi (? - ?) - injection indirecte électronique Lucas - boîte de vitesses manuelle 5 Honda ou 4 ZF (104 ch).